# Ledenjowo
Ledenjowo (kasachisch und russisch Леденёво, wissenschaftliche Transliteration Ledenëvo; früher Ledinowka) ist ein Dorf im Gebiet Nordkasachstan in Kasachstan. Zusammen mit dem kleineren Nachbardorf Nowoandrejewka bildet der Ort den ländlichen Bezirk Ledenjowo.

## Geografie
Ledenjowo liegt ganz im Norden Kasachstans, nur 36 Kilometer von der russischen Grenze entfernt. Es gehört zum Audan Mamljut, das Verwaltungszentrum Mamljut (russisch Mamljutka) liegt 24 Kilometer nördlich. Die nächste Großstadt ist das 43 Kilometer entfernte Petropawl, die Hauptstadt von Nordkasachstan.
11 Kilometer nordwestlich von Ledenjowo liegt der Salzsee „Stanowoje“.

## Geschichte
Wie andere Dörfer der Region (Peterfeld, Germanowka, Assanowo, Tolmatschewka, Beresowka, Tschirikowka) geht Ledenjowo auf eine Anfang des 20. Jahrhunderts eingerichtete private Parzelle eines russischen Offiziers zurück, der das Land mangels landwirtschaftlicher Kompetenzen verpachtete. So entstanden hier erste bäuerliche Betriebe. Im Zuge der Russischen Revolution wurde das Land verstaatlicht. 1925 hatte der Ort 142 Einwohner.
Zur Zeit der Sowjetunion lebten hauptsächlich Russlanddeutsche in Ledenjowo. Ab 1979 war eine staatliche Molkerei ansässig, die 1996 geschlossen wurde.

## Bevölkerung
Im Jahr 1999 hatte Ledenjowo 772 Einwohner, 2009 620 Einwohner. Damit hatte der Ort binnen 10 Jahren einen Bevölkerungsrückgang von fast 20 % zu verzeichnen. Der ländliche Bezirk Ledenjowo hatte 1999 1.032 Einwohner und 2009 792 Einwohner. Seither ist die Einwohnerzahl weiter zurückgegangen: 2021 zählte das Dorf noch 520 Einwohner und der Bezirk 578 Einwohner.
Einige Einwohner von Ledenjowo sind Kasachstandeutsche und tragen deutsche Nachnamen wie Danniker, Štol’ (Stoll) oder Girš (Hirsch).

## Wirtschaft
Die Mehrheit der Bevölkerung ist im Primärsektor tätig. Zwei landwirtschaftliche Unternehmen sind hier ansässig, die beide Weizen, Gerste und Erbsen anbauen und Saatgut produzieren: Žitnica und Kraft-SK. Außerdem gibt es fünf private Bauernhöfe mit gleichem Produktionsschwerpunkt, die teilweise noch deutsche Namen tragen: Nektar, Faterland (Vaterland), Froinšaft (Freundschaft), Sanat und Zolotaja osen’ („Goldener Herbst“).

## Infrastruktur
Ledenjowo verfügt über eine Schule und ein „Minizentrum für Kinder im Vorschulalter“. Die medizinische Grundversorgung übernimmt ein kleines medizinisches Zentrum, die Nahversorgung übernehmen vier Verbrauchermärkte. Des Weiteren gibt es eine Bibliothek und ein Postamt von Kazpost.
Der stellvertretende Akim des Gebiets Nordkasachstan, Kanat Duselbajew, beklagte 2024, dass es in Ledenjowo wie in zahlreichen anderen Landkreiszentren an wesentlicher Infrastruktur mangle. Namentlich kritisierte er die Inexistenz von basalen Dienstleistungen wie einer Drogerie, einer Autowerkstatt, eines Friseursalons oder einer Schneiderei, ferner gebe es in Ledenjowo keinen einzigen Park und keine öffentlichen Außensportplätze.
Noch 2016 war Ledenjowo nicht an das Trinkwassernetz angeschlossen. Zweimal wöchentlich wurde den Bewohnern Wasser geliefert, das sie auf der Straße mit Behältern holen konnten. Vier Eimer kosteten 20 Tenge.